# Belinda Green
Belinda Green, née le 4 mai 1952, est une reine de beauté australienne. Elle a gagné le titre de Miss Australie 1972, puis Miss Monde 1972, devenant ainsi la seconde femme australienne ayant gagné le concours, 4 ans après Penelope Plummer, Miss Monde 1968.

## Miss Monde
Ayant gagné le concours de Miss Australie, Belinda participe au concours de Miss Monde, à Londres, au Royaume-Uni. Belinda termine gagnante, devant les Miss Norvège et Israël. Elle est couronnée par Lúcia Petterle, Miss Monde 1971.
La même année, une Australienne gagne l'élection de Miss Asia Pacific et une autre devient 1re dauphine de Miss International.

## Vie personnelle
Belinda Green s'est mariée une première fois avec John Singleton, un entrepreneur australien, avec qui elle a eu 2 filles.
Elle s'est ensuite mariée avec Neville James Browne, le 18 décembre 1993. Ils se sont séparés le 1er janvier 1997. 

## Sources
- (en) Cet article est partiellement ou en totalité issu de l’article de Wikipédia en anglais intitulé « Belinda Green » (voir la liste des auteurs).